# Chris Wilder
Christopher John ("Chris") Wilder (Stocksbridge, 23 september 1967) is een Engels voetbalcoach en voormalig voetballer die bij voorkeur als rechtsachter speelde.

## Clubcarrière
Wilder was profvoetballer tussen 1986 en 2001. In de jeugd speelde hij voor Southampton, waar hij doorgestuurd werd in 1986. Een aanzienlijk deel van zijn carrière sleet Wilder bij de club waar hij grootse trainerssuccessen zou gaan behalen; Sheffield United. Hij speelde meer dan 100 wedstrijden voor de club en was twee periodes actief voor Sheffield United. Gedurende zijn spelerscarrière stond Wilder ook onder contract bij clubs als Rotherham United, Bradford City en Brighton & Hove Albion. 
Van 1992 tot 1996 speelde hij meer dan 130 wedstrijden in loondienst van Rotherham United. In het seizoen 1996/1997 verruilde hij Rotherham United voor Notts County, de oudste profvoetbalclub ter wereld. Wilder sloot zijn actieve carrière af als rechtsachter van Halifax Town in 2001.

## Trainerscarrière
Wilder won geen enkele prijs als speler, maar als trainer zou Wilder succesvoller worden. Hij begon als trainer meteen na het afsluiten van zijn actieve loopbaan, bij amateurclub Alfreton Town. Nadien was hij zes jaar coach van Halifax Town, de club waar hij zijn actieve loopbaan beëindigde. In 2008 werd hij aangesteld als coach van universiteitsclub Oxford United, waar hij zes jaar aan de slag bleef. 
Na twee seizoenen de controle over Northampton Town te hebben gehad, werd Wilder aangesteld als coach van Sheffield United. In het seizoen 2015/2016 dwongen Wilder en Northampton Town promotie af naar de League One, de Engelse derde divisie. Sheffield United, op dat moment een derdeklasser, wist hem voor drie seizoenen aan zich te binden. In zijn eerste seizoen benoemde hij aanvaller Billy Sharp, een speler uit de regio, tot aanvoerder van de club.
Sheffield United promoveerde onder zijn leiding na slechts een seizoen naar het Championship. Twee seizoenen later steeg de club naar de Premier League, als tweede in de rangschikking van het Championship.

## Erelijst als trainer
Northampton Town FC
- Football League Two

2016
 Sheffield United FC
- Football League One

2017